# NGC 2500
NGC 2500 is een balkspiraalstelsel in het sterrenbeeld Lynx. Het hemelobject werd op 9 maart 1788 ontdekt door de Duits-Britse astronoom William Herschel.

## Synoniemen
- UGC 4165
- MCG 9-13-110
- ZWG 262.62
- KARA 224
- IRAS07581+5052
- PGC 22525